# 三丁目の夕日 (劇作品)
『三丁目の夕日』（さんちょうめのゆうひ）は、西岸良平の漫画『三丁目の夕日』を原作にした舞台劇。2008年11月3日から28日まで計40公演が明治座（東京）にて上演。
映画『ALWAYS 三丁目の夕日』のヒットを受け、明治座にて舞台化された。ストーリー、キャストなど映画とはまったく異なる新たな作品として制作されている。明治座135周年、スポニチ60周年記念作品。

## 主要人物
- 倉田恵子：三田佳子
三丁目商店街で洋装店を経営している。夫、長女、次女の4人暮らし。
- 倉田八郎：篠田三郎
恵子の主人であり、大学の講師をしている。イモリ研究が仕事であり趣味である。
- 倉田真理子：国分佐智子
倉田家の長女。医者を目指している真面目で真っ直ぐな女性。
- 関谷年男：金子昇
三丁目の住人ではない。出版社に勤め、茶川竜之介の担当をしている。後に真理子の婚約者となる。
- 倉田奈津子：須藤温子
倉田家の次女。気が強く、シニカルな部分を持つが一生懸命な女の子。
- 柴崎錬三郎（シバレン）：左とん平
三丁目に長く住む紙芝居屋。綺麗な女性に弱い。
- 花町母子：音無美紀子
三丁目の新顔。息子の家出など「わけあり」な事が多い。
- 大田キン：新橋耐子
三丁目商店街に一番古く店を出したタバコ屋の店主。町内の事情通である。
- 高木豊：森宮隆
三丁目商店街にある写真館の婿養子。倉田八郎、茶川竜之介と特に仲が良い。
- 茶川竜之介：小須田康人
三丁目商店街で駄菓子屋を営みながら作家をしている。芥川賞を受賞するのが夢。

### その他
プログラム内の人物相関図にあるキャストのみ記載。
- 及川周平：石本興司
- 花町忠男：北町嘉朗
- 花町雄太郎：芦田昌太郎
- 美空さん：鹿島信哉
- 魚屋・清吉：西ノ園達大
- 魚屋・なお：岩倉沙織
- 電報配達員・佐藤：内村遥
- 巡査・松谷：池田貴宏
- 八百屋・小林：吉田敬一
- 八百屋・しま：山口尚子
- 高木モモ子：沢田絵美
- 炭屋・留吉：南部英雄
- 電気屋・松下：林祐太郎

## スタッフ
- 脚本 - 飯野陽子
- 美術 - 石井強司
- 照明 - 倉本泰史
- 音楽 - 渡辺俊幸
- 効果 - 秦大介
- 舞台監督 - 中島幸則、石戸達郎、赤塚幸信
- 演出 - 堤康之
- 制作 - 明治座・ネルケプランニング
- 企画・製作 - 明治座